# Medzibrod
Medzibrod és un poble i municipi d'Eslovàquia que es troba a la regió de Banská Bystrica.

## Història
La primera menció escrita de la vila es remunta al 1455.

## Demografia
| Godina             | 1994 | 2004   | 2014   | 2024   |
| ------------------ | ---- | ------ | ------ | ------ |
| Nombre de persones | 1307 | 1303   | 1359   | 1372   |
| Diferència         |      | −0,30% | +4,29% | +0,95% |

| Godina             | 2023 | 2024   |
| ------------------ | ---- | ------ |
| Nombre de persones | 1395 | 1372   |
| Diferència         |      | −1,64% |